# Kent Nielsen
Kent Nielsen (født 28. december 1961) er dansk fodboldtræner og tidligere fodboldspiller. Han er nuværende cheftræner for Superliga klubben Silkeborg IF, hvor han tiltrådte 20. juni 2019. I sin aktive karriere spillede han i forsvaret i Brønshøj, Brøndby, Aston Villa og AGF, og han opnåede 54 A-landsholdskampe. Højdepunktet var sejren ved Europamesterskabet i fodbold 1992 for Danmark.
Efter afslutningen af spillerkarrieren har han været træner i flere klubber; de længste engagementer har han haft i AC Horsens (2001-2008) og AaB (2010-2015). Han er to gange udnævnt til årets træner i den danske superliga, 2006 i Horsens og 2014 i AaB. Sidstnævnte skete i en sæson, hvor han førte AaB til "The Double".

## Karriere

### Som spiller
Kent Nielsen startede karrieren i Brønshøj BK. Det var for Brønshøj, at Kent Nielsen debuterede på landsholdet 5. oktober 1983 mod Polen. Efter to sæsoner i Brøndby IF, kom han til udlandet, hvor han spillede to sæsoner i Aston Villa F.C., inden han afsluttede med professionel fodbold hos AGF efter EM-finalen 1992.

### Som træner
Herefter havde han nogle år som lærer ved Hessel Gods Fodboldskole, som han passede, samtidig med at han indledte en karriere som træner i Grenå IF, der på det tidspunkt lå omkring Serie 1 og Serie 2. Superliganiveau prøvede han som træner med nogle få måneder hos AGF, men det var først i 2001, han skiftede mere permanent til et højere niveau ved at tiltræde som cheftræner i AC Horsens, der på dette tidspunkt lå i den næstbedste række. I 2005 rykkede han med holdet op i Superligaen. 1. januar 2009 tiltrådte Kent Nielsen som cheftræner i Brøndby IF. Efter 8 kampe uden sejr blev han fyret efter et 3-1 nederlag til HB Køge 26. marts 2010.
Den 11. oktober 2010 blev Kent Nielsen præsenteret som ny træner i AaB i stedet for svenske Magnus Pehrsson. Klubben lå på det tidspunkt under nedrykningsstregen. Det lykkedes Kent Nielsen at føre AaB væk fra sidstepladsen, og resultaterne på den sidste spilledag i foråret 2011 betød, at AaB akkurat forblev i Superligaen. Han var træner i samlet fem år for AaB og stod blandt andet i spidsen for holdet, da det vandt "The Double" i 2014.
I 2015 overtog Kent Nielsen trænerjobbet i OB. Her var han i tre sæsoner, inden han i sommeren 2018 blev fyret på grund af utilstrækkelige sportslige resultater.
Daværende træner i Silkeborg IF, Peter Sørensen blev fyret fra klubben 14. august 2018. Dette skete efter en dårlig start på sæsonen i 1. division. Dagen efter (15. august 2018) blev det annonceret, at Kent Nielsen ville tiltræde som cheftræner i Silkeborg IF den følgende sæson (20. juni 2019). Grunden til, at han ikke overtog jobbet straks, var, at han var igennem en operation med efterfølgende genoptræning. Michael Hansen vikarierede i den mellemliggende periode, og holdet endte med at rykke op, så Kent Nielsen overtog dermed et superligahold i sommeren 2019.
Silkeborg IF rykkede ned fra Superligaen i Kent Nielsens første sæson som træner for klubben, da denne sæson blev formatet i Superligaen ændret fra 14 til 12 hold.
Efter en sæson i 1. division rykkede Silkeborg tilbage i Superligaen og vandt bronze i sæsonen 2021-22 som oprykker. To år senere, i foråret 2024, vandt Kent Nielsens Silkeborg DBU Pokalen 2023-24 med en 1-0 sejr over AGF i finalen.

## Familie
Kent Nielsens far er den tidligere landsholdsspiller Erik Nielsen fra Brønshøj BK. Også Kent Nielsens bror Tommy spillede mange kampe (286) for samme klub.

## Fodboldkarriere
Kent Nielsen var forsvarsspiller.

### Klubhold
- Brønshøj BK (-1986)
- Brøndby IF (1987-1989 91 kampe)
- Aston Villa F.C. (1989-1991)
- AGF (1992)
- Silkeborg IF (2000-2001)

### Landshold
- 11 U-21-landskampe
- 54 A-landsholdskampe
  - 25 sejre, 12 uafgjorte, 17 nederlag
  - Indskiftet 0 gange, udskiftet 6 gange
  - 1 gult kort
  - 3 mål

### Trænerkarriere
- Grenå IF (1997 – 2002)
- AGF (overtog 2000 sammen med Lars Lundkvist efter Peter Rudbæk)
- AC Horsens (2001 – 2009)
- Brøndby (2009 – 26. marts 2010)
- AaB (2010 -2015)
- OB (2015-2018 )

## Resultater
Spiller
- Guld EM (1992, landsholdet)

Træner
- Årets træner 2006
- Guld med AaB 2013/2014
- Pokalmester med AaB 2013/2014
- Årets træner 2014
- Pokalmester med Silkeborg 2023/2024